# Born in East L.A.
Born in East L.A. es una película estadounidense de 1987 interpretada por el actor chicano Cheech Marín (exmiembro de la antigua pareja cómica Cheech & Chong).
La película narra las peripecias que pasa Guadalupe Rodolfo Robles "Rudy Robles" (Cheech Marín) al ser deportado por equivocación a Tijuana Baja California, México ya que al ir por su primo (Paul Rodríguez) que trabaja en una fábrica de ilegal es atrapado en una redada de migración y no traía su identificación que había dejado en su casa.
Una vez en México hará todo lo posible por regresar a los EE. UU., a tal grado que tratara de pasar de "mojado" en varias ocasiones (sin éxito) y le hace de "mil usos" para conseguir el dinero necesario para pagar a un "pollero" para que lo pase de ilegal a los Estados Unidos.
El título de la película es también el título de la canción del mismo nombre interpretada por el mismo Cheech Marin. El título es una versión alternativa e independiente de la canción de Bruce Springsteen "Born in the USA"

## Reparto
| Actor               | Personaje              |
| ------------------- | ---------------------- |
| Cheech Marin        | Rudy Robles            |
| Paul Rodriguez      | Javier                 |
| Daniel Stern        | Jimmy                  |
| Kamala Lopez        | Dolores                |
| Jan-Michael Vincent | McCalister             |
| Lupe Ontiveros      | Sra. Robles            |
| Alma Martínez       | Gloria                 |
| Neith Hunter        | Marcie, la pelirroja   |
| Larry Blackmon      | Slick dude             |
| Tito Larriva        | Oscar                  |
| Terrence Evans      | Oficial de inmigración |
| Eddie Barth         | Lester                 |
| Del Zamora          | Muchachos ¿qué sucede? |
| Jason Scott Lee     | Muchachos ¿qué sucede? |